# Chặng đua MotoGP Tây Ban Nha 2021
Chặng đua MotoGP Tây Ban Nha 2021 (tên chính thức 2021 Gran Premio Red Bull de España) là chặng đua thứ tư của mùa giải MotoGP 2021. Chặng đua được tổ chức ở trường đua Circuito de Jerez-Ángel Nieto từ ngày 30 tháng 04 đến ngày 02 tháng 05 năm 2021. Người chiến thắng là Jack Miller của đội đua Ducati.

## Diễn biến chính
Người giành pole là Fabio Quartararo. Giống như các chặng trước, sau pha xuất phát thì tay đua người Pháp để mất vị trí dẫn đầu và đến vòng 5 thì đòi lại được.
Những vòng đua sau đó Quartararo tạo ra được khoảng cách khá lớn với người bám đuổi là Jack Miller. Tuy nhiên từ vòng 15, Quartararo bị hội chứng arm-pump khiến anh bị mất tốc độ nghiêm trọng, rơi thẳng xuống vị trí thứ 13.
Jack Miller đã không bỏ lỡ cơ hội, giành được chiến thắng thứ hai trong sự nghiệp. Cùng với Francesco Bagnaia (về nhì) thì đội đua Ducati đã có chiến thắng 1-2. Người về ba là Franco Morbidelli.
Sau chặng đua, Quartararo phải lên bàn mổ, và để mất vị trí dẫn đầu BXH tổng vào tay Bagnaia (66 điểm).

## Kết quả
| Stt                         | Số xe | Tay đua           | Xe      | Lap | Thời gian       | Xuất phát | Điểm |
| --------------------------- | ----- | ----------------- | ------- | --- | --------------- | --------- | ---- |
| 1                           | 43    | Jack Miller       | Ducati  | 25  | 41:05.602       | 3         | 25   |
| 2                           | 63    | Francesco Bagnaia | Ducati  | 25  | +1.912          | 4         | 20   |
| 3                           | 21    | Franco Morbidelli | Yamaha  | 25  | +2.516          | 2         | 16   |
| 4                           | 30    | Takaaki Nakagami  | Honda   | 25  | +3.206          | 5         | 13   |
| 5                           | 36    | Joan Mir          | Suzuki  | 25  | +4.256          | 10        | 11   |
| 6                           | 41    | Aleix Espargaró   | Aprilia | 25  | +5.164          | 8         | 10   |
| 7                           | 12    | Maverick Viñales  | Yamaha  | 25  | +5.651          | 7         | 9    |
| 8                           | 5     | Johann Zarco      | Ducati  | 25  | +7.161          | 6         | 8    |
| 9                           | 93    | Marc Márquez      | Honda   | 25  | +10.494         | 14        | 7    |
| 10                          | 44    | Pol Espargaró     | Honda   | 25  | +11.776         | 13        | 6    |
| 11                          | 88    | Miguel Oliveira   | KTM     | 25  | +14.766         | 16        | 5    |
| 12                          | 6     | Stefan Bradl      | Honda   | 25  | +17.243         | 12        | 4    |
| 13                          | 20    | Fabio Quartararo  | Yamaha  | 25  | +18.907         | 1         | 3    |
| 14                          | 9     | Danilo Petrucci   | KTM     | 25  | +20.095         | 19        | 2    |
| 15                          | 10    | Luca Marini       | Ducati  | 25  | +20.922         | 18        | 1    |
| 16                          | 46    | Valentino Rossi   | Yamaha  | 25  | +22.731         | 17        |      |
| 17                          | 27    | Iker Lecuona      | KTM     | 25  | +23.277         | 21        |      |
| 18                          | 53    | Tito Rabat        | Ducati  | 25  | +30.314         | 23        |      |
| 19                          | 32    | Lorenzo Savadori  | Aprilia | 25  | +37.912         | 22        |      |
| 20                          | 42    | Álex Rins         | Suzuki  | 25  | +38.234         | 9         |      |
| Ret                         | 33    | Brad Binder       | KTM     | 11  | Accident        | 11        |      |
| Ret                         | 23    | Enea Bastianini   | Ducati  | 11  | Accident Damage | 15        |      |
| Ret                         | 73    | Álex Márquez      | Honda   | 0   | Accident        | 20        |      |
| OFFICIAL MOTOGP RACE REPORT |       |                   |         |     |                 |           |      |

Nguồn: Trang chủ MotoGP